# Out of Darkness
Out of Darkness (anteriormente titulada The Origin) es una película de suspenso y terror británica de 2022 dirigida por Andrew Cumming en su primer largometraje y protagonizada por Safia Oakley-Green y Chuku Modu. La película fue nominada a cinco premios en los Premios del Cine Independiente Británico de 2023, ganando el premio a la mejor interpretación revelación para Oakley-Green. La película tuvo su estreno mundial en el BFI London Film Festival el 6 de octubre de 2022.

## Reparto
- Safia Oakley-Green como Beyah
- Chuku Modu como Adem
- Kit Young como Geirr
- Iola Evans como Ave
- Luna Mwezi como Heron
- Arno Luening como Odal

## Producción
En declaraciones a Screen Daily en 2021, Cumming calificó el proyecto como "una película de terror paleolítica". Había discutido por primera vez la idea de la película con el productor Oliver Kassman en 2015 y la pareja invitó a Ruth Greenberg a unirse para escribir el guion del proyecto.
La película fue producida por Kassman para Escape Plan y los productores ejecutivos David Kaplan y Sam Intili en nombre de Animal Kingdom. Fue coproducida por Wendy Griffin de Selkie Productions. La financiación provino de Screen Scotland y BFI, que otorgaron fondos de la Lotería Nacional.
La fotografía principal tuvo lugar durante el confinamiento por la pandemia de COVID-19 en noviembre de 2020 en los alrededores de Gairloch, Escocia. La productora alquiló el hotel Gairloch y todo el rodaje se llevó a cabo a menos de un kilómetro y medio del lugar.

## Estreno
Out of Darkness (entonces titulada The Origin) tuvo su estreno mundial en el Festival de Cine de Londres. La película se estrenó en Escocia el 5 de marzo de 2023 como parte del Festival de Cine de Glasgow de 2023. Se proyectó en Dundead en mayo de 2023.
En mayo de 2023, se informó que Bleecker Street había adquirido los derechos norteamericanos de Stage 6 Films. Poco después, Signature Entertainment compró los derechos para el Reino Unido e Irlanda y eligió una fecha de estreno para el 23 de febrero de 2024. En octubre de 2023, Bleecker Street programó su estreno en cines para el 9 de febrero de 2024.